# .mf
.mf – domena internetowa najwyższego poziomu przypisana do Wspólnoty Saint-Martin. 
Domenę przydzielono 21 września 2007 w związku ze zmianą statusu politycznego Saint-Martin.
Obecnie nie jest jeszcze w użyciu.